# Ostuni
Ostuni är en ort och kommun i provinsen Brindisi i regionen Apulien i Italien. Kommunen hade 31 197 invånare (2017).